# Edward Abramowski
Edward Józef Abramowski, né le 17 août 1868 et mort le 21 juin 1918, est un philosophe socialiste libertaire polonais, partisan des coopératives.

## Biographie
Étudiant en philosophie à l’université de Varsovie, il a publié en 1889 sous le nom de Z.R. WALEREWSKI, un essai intitulé Les problèmes du socialisme dans lequel il défendait l'idée qu’il manquait au mouvement socialiste une base morale individualiste.
Critique du marxisme, il est l'auteur de plusieurs ouvrages dont Le Socialisme d'État (1904), où il concluait que la politique du socialisme non étatiste devait se détourner du parlementarisme et s’appliquer à la création de coopératives hors de l'État.
Partisan d'un coopérativisme social et libertaire, il se consacre alors au mouvement coopératif et fut le fondateur du Cercle des coopérateurs de Varsovie pour lequel il écrivit deux brochures : Les idées sociales du coopératisme et La Coopération comme moyen de libération de la classe ouvrière.
Il a également travaillé sur la psychologie de l'intuition.

## Œuvres
- Les Bases psychologiques de la sociologie, 1897.
- Le Matérialisme historique et le principe du phénomène social, 1898.
- L’Analyse physiologique de la perception, 1911.
- Le Subconscient normal : nouvelles recherches expérimentales, 1914.

## Sources
- Notices dans des dictionnaires ou encyclopédies généralistes :   - Internetowa encyklopedia PWN
  - Treccani
- Notices d'autorité :   - VIAF
  - ISNI
  - BnF (données)
  - IdRef
  - LCCN
  - GND
  - Italie
  - CiNii
  - Espagne
  - Pologne
  - Israël
  - NUKAT
  - Tchéquie
  - WorldCat
- Dictionnaire international des militants anarchistes : ABRAMOWSKI, Edward - « WALEREWSKI » ; « CRAJKOWSKI ».
- L'Éphéméride anarchiste : notice biographique.